# ダーナ・ヴァヴロヴァ
ダーナ・ヴァヴロヴァ（Dana Vávrová、1967年8月9日 – 2009年2月5日）は、チェコスロヴァキアのプラハ出身の女優、映画監督。ドイツの映画監督、ヨゼフ・フィルスマイヤーの作品に多く出演しており、映画監督として共同制作を行ったこともある。2009年2月5日、ドイツのミュンヘンにて癌により死去。41歳だった。

## 作品

### 出演
- 秋のミルク Herbstmilch  (1988)
- カティの愛した人 Rama Dama  (1992)
- スターリングラード Stalingrad  (1993)

### 監督
- Wia die Zeit vergeht (1995）
- Hunger – Sehnsucht nach Liebe (1996)
- Der letzte Zug (2006)